# ساجينغ
ساجينغ هي مدينة والعاصمة السابقة لإقليم ساجينغ، ميانمار .

## معرض الصور

ساجينغ - Sagaing
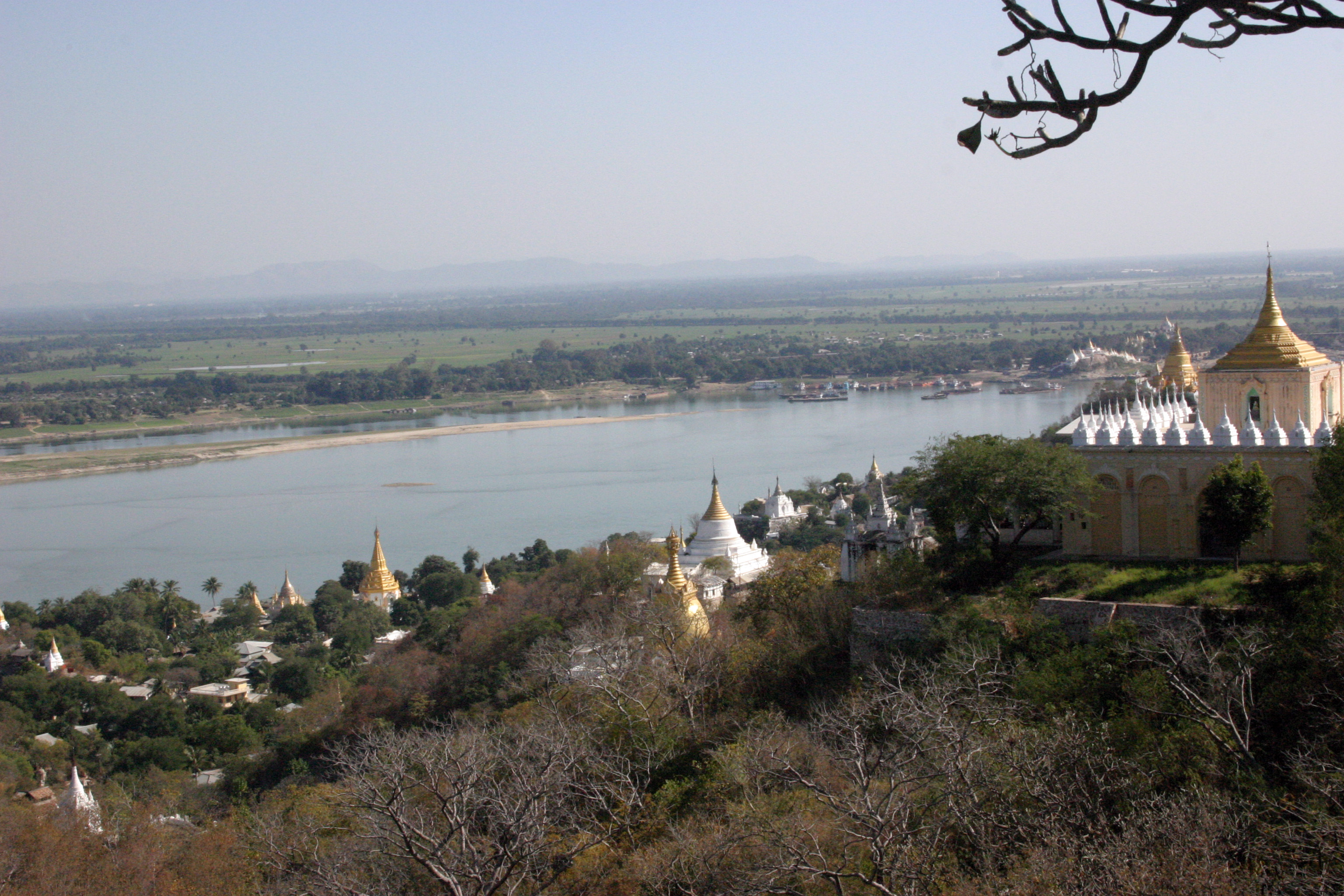
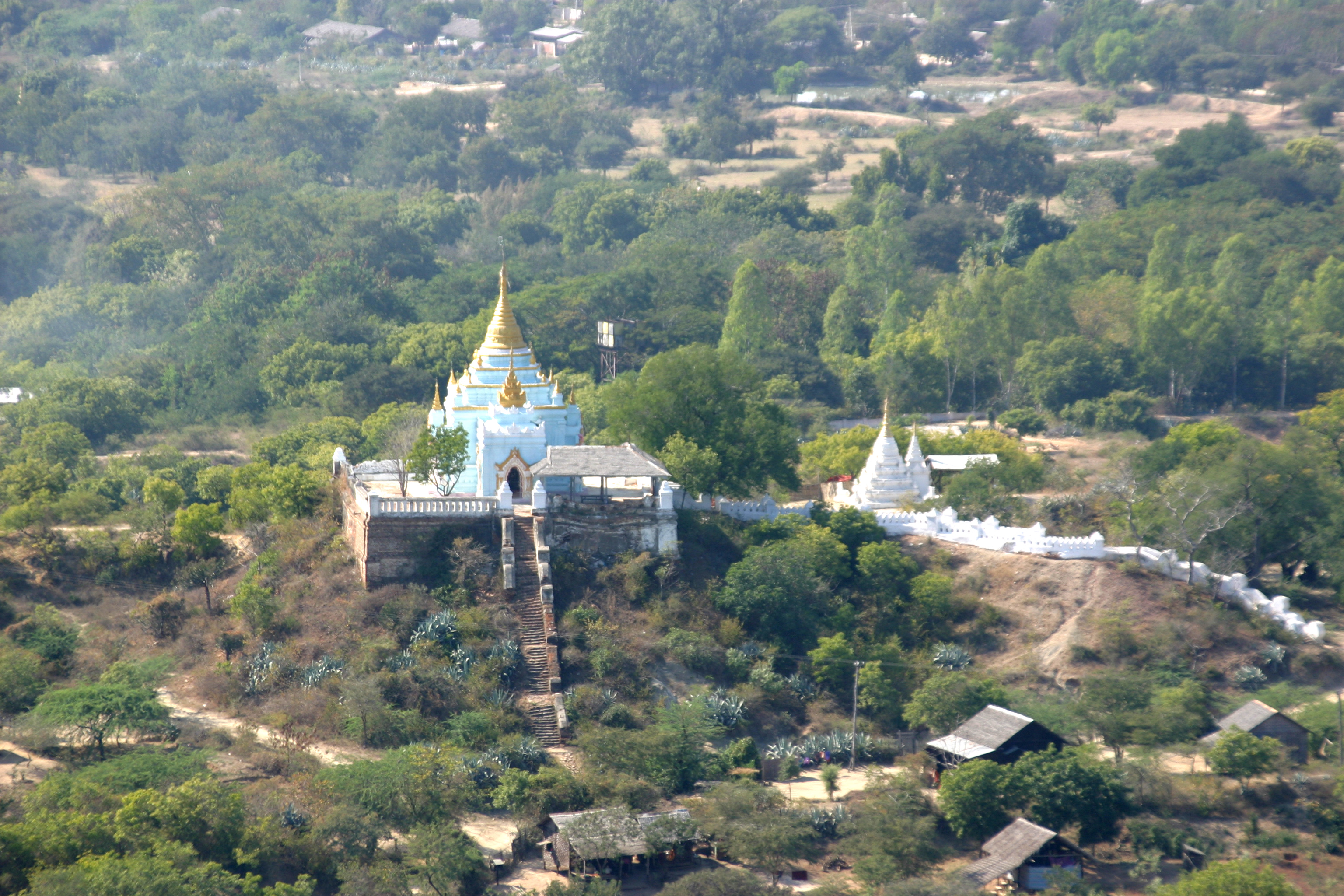
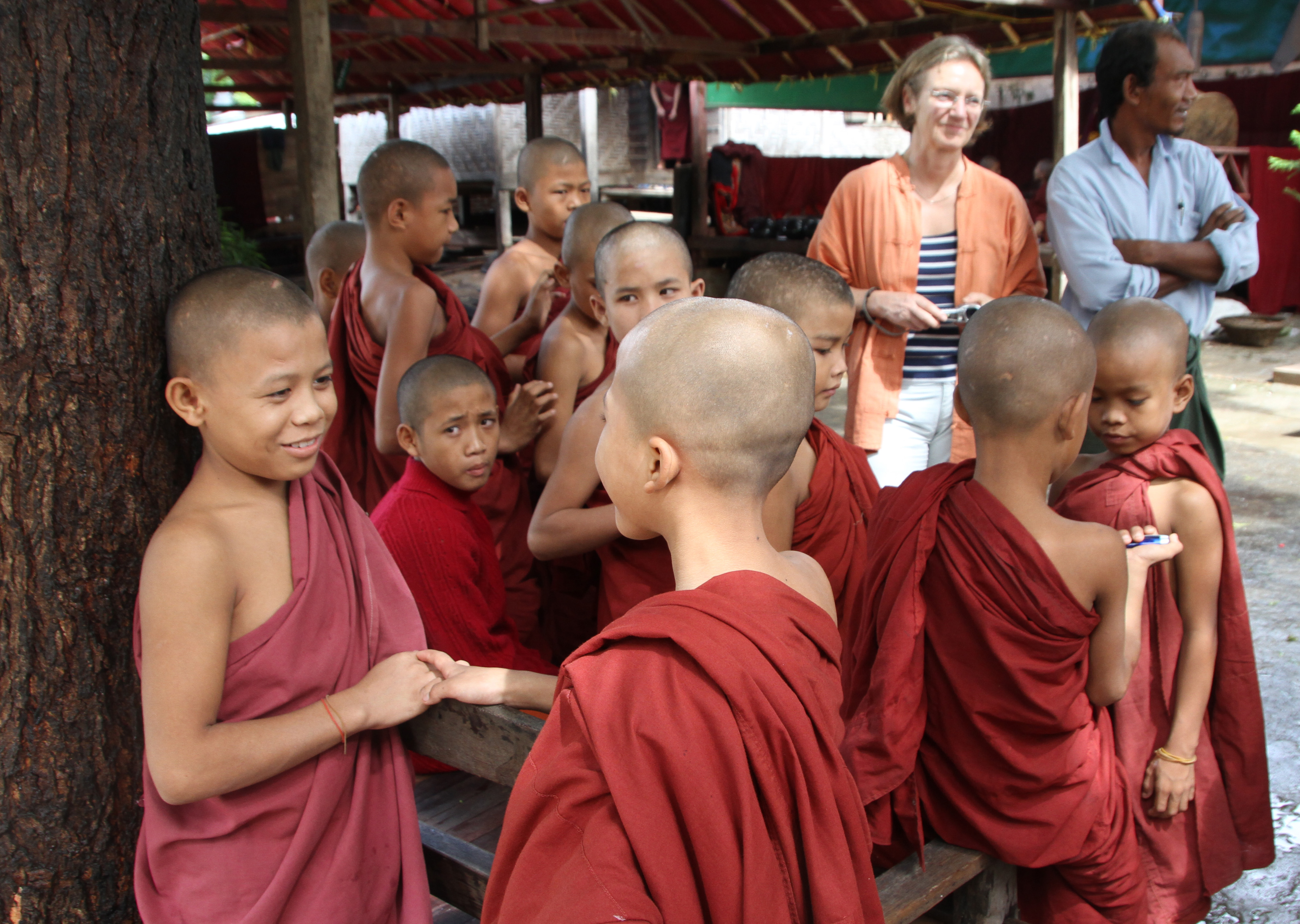
Aung Myae Oo
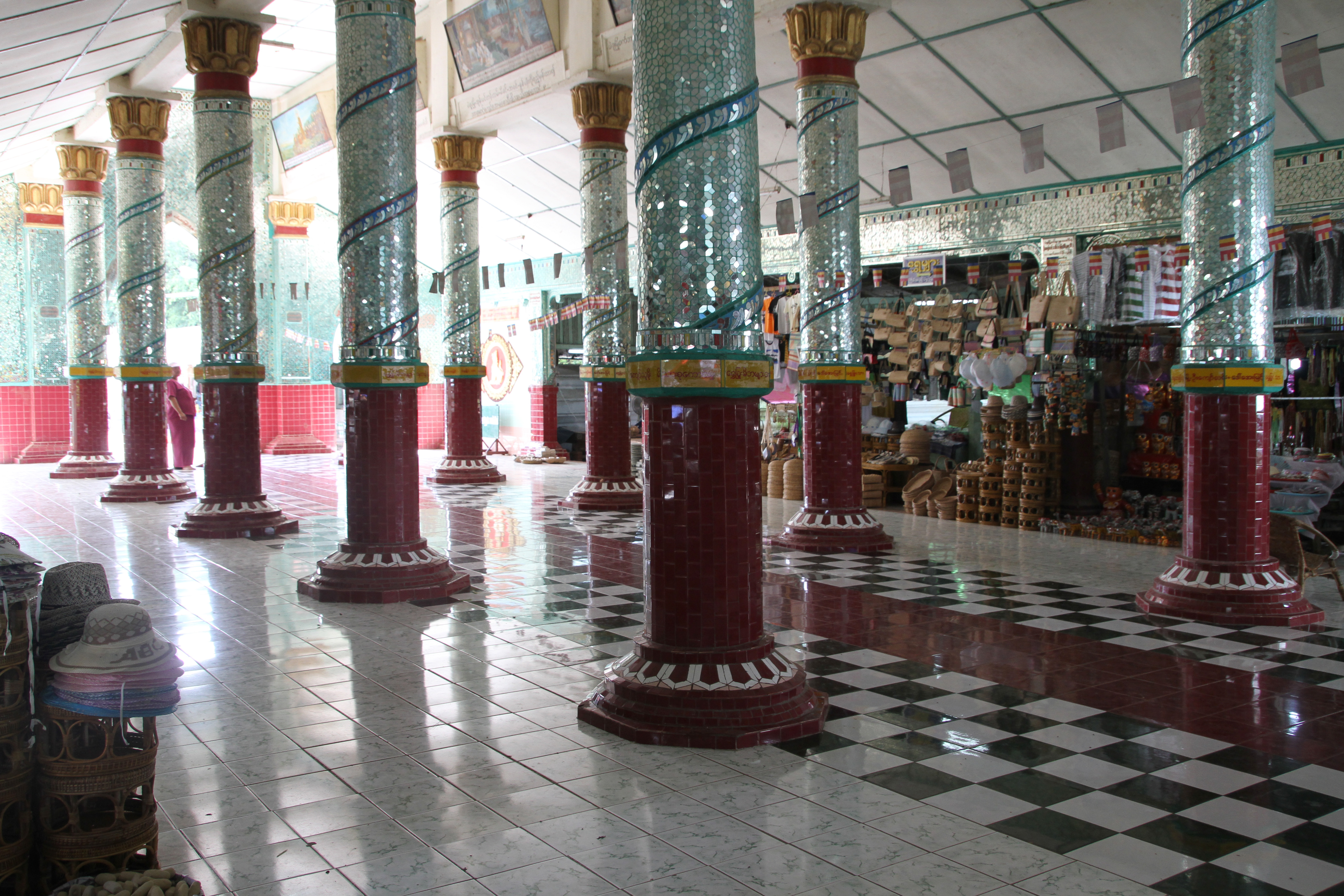
Kaung Hmu Daw
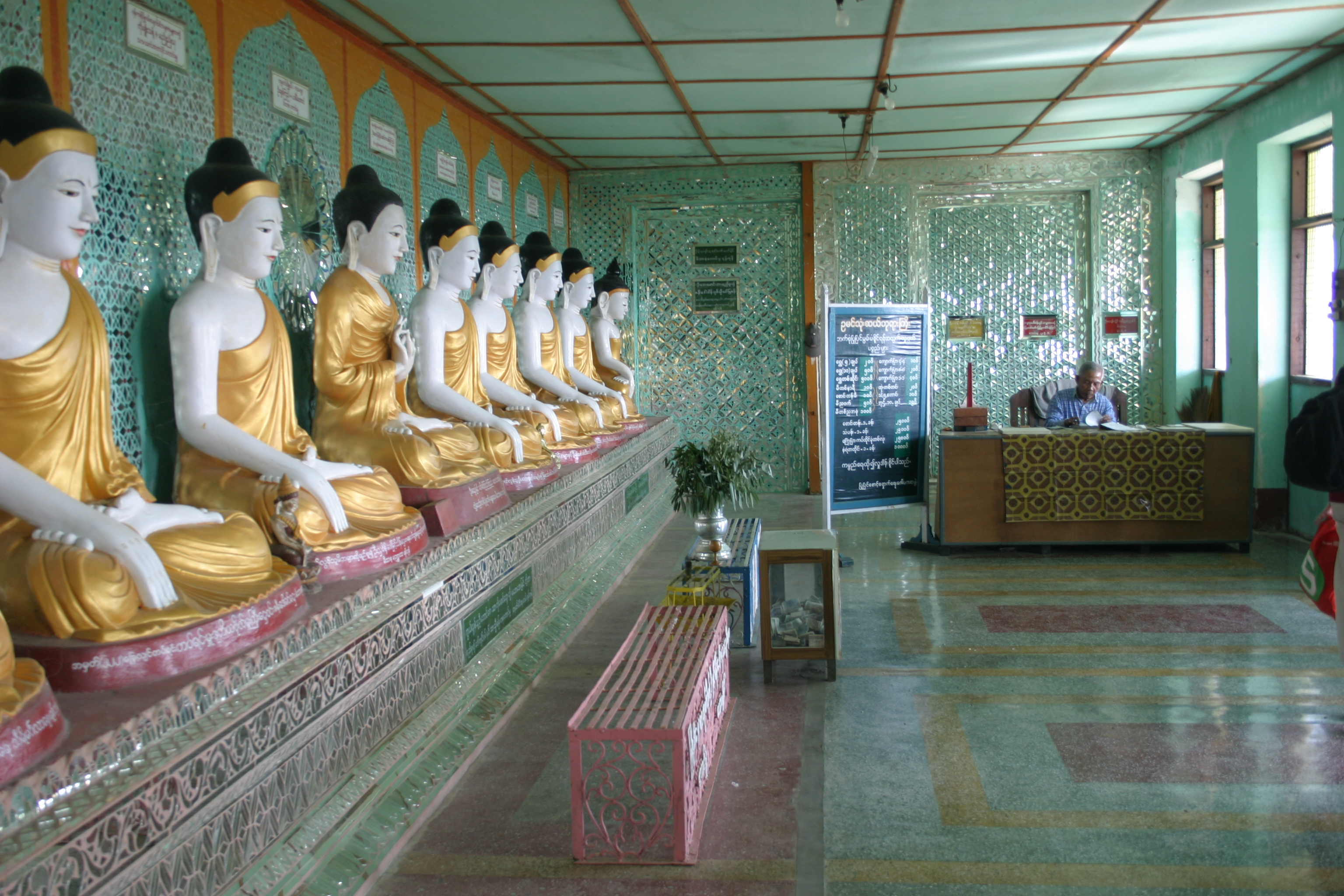
Sun U Ponnya Shin
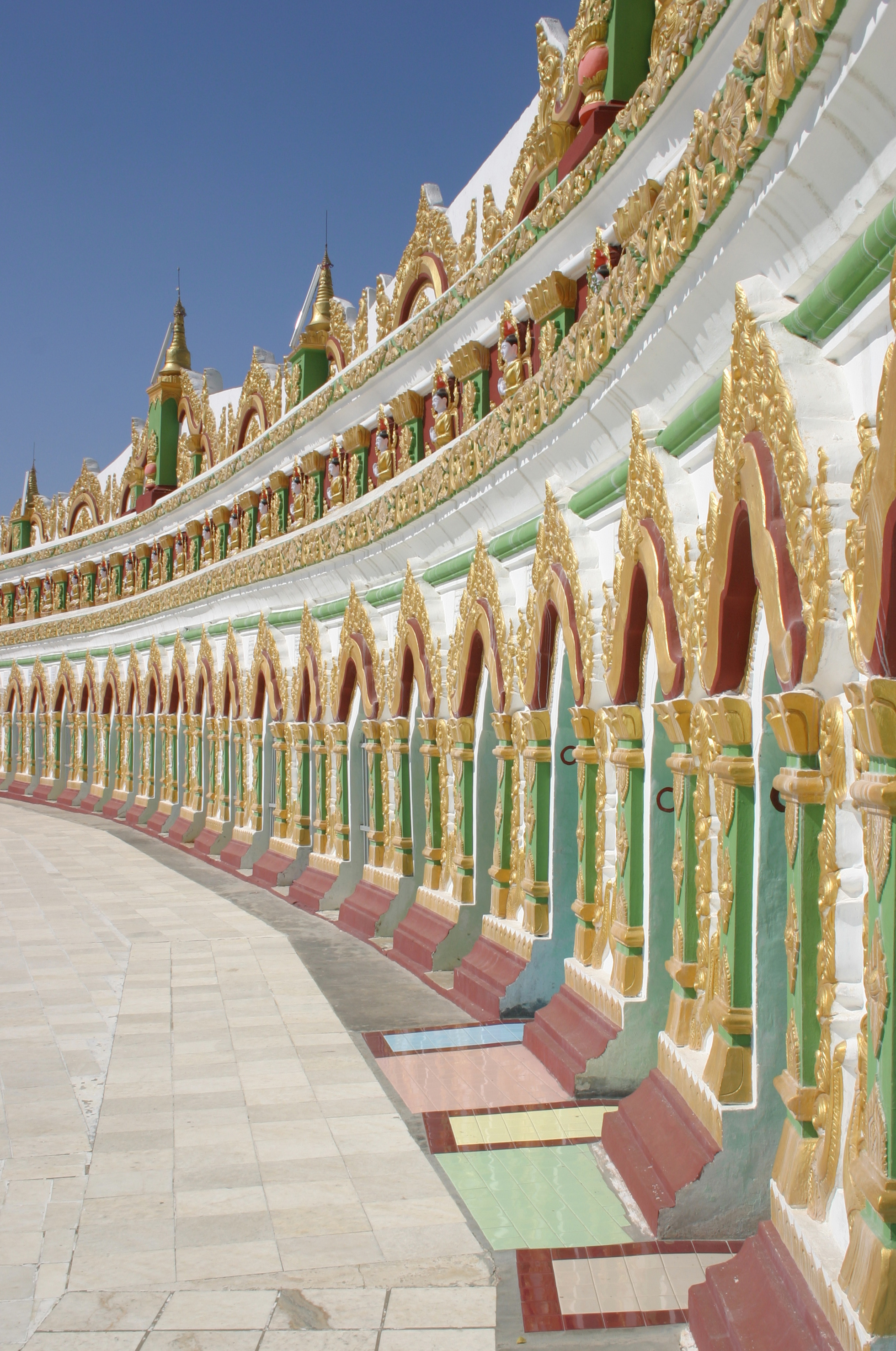
U Min Thonze
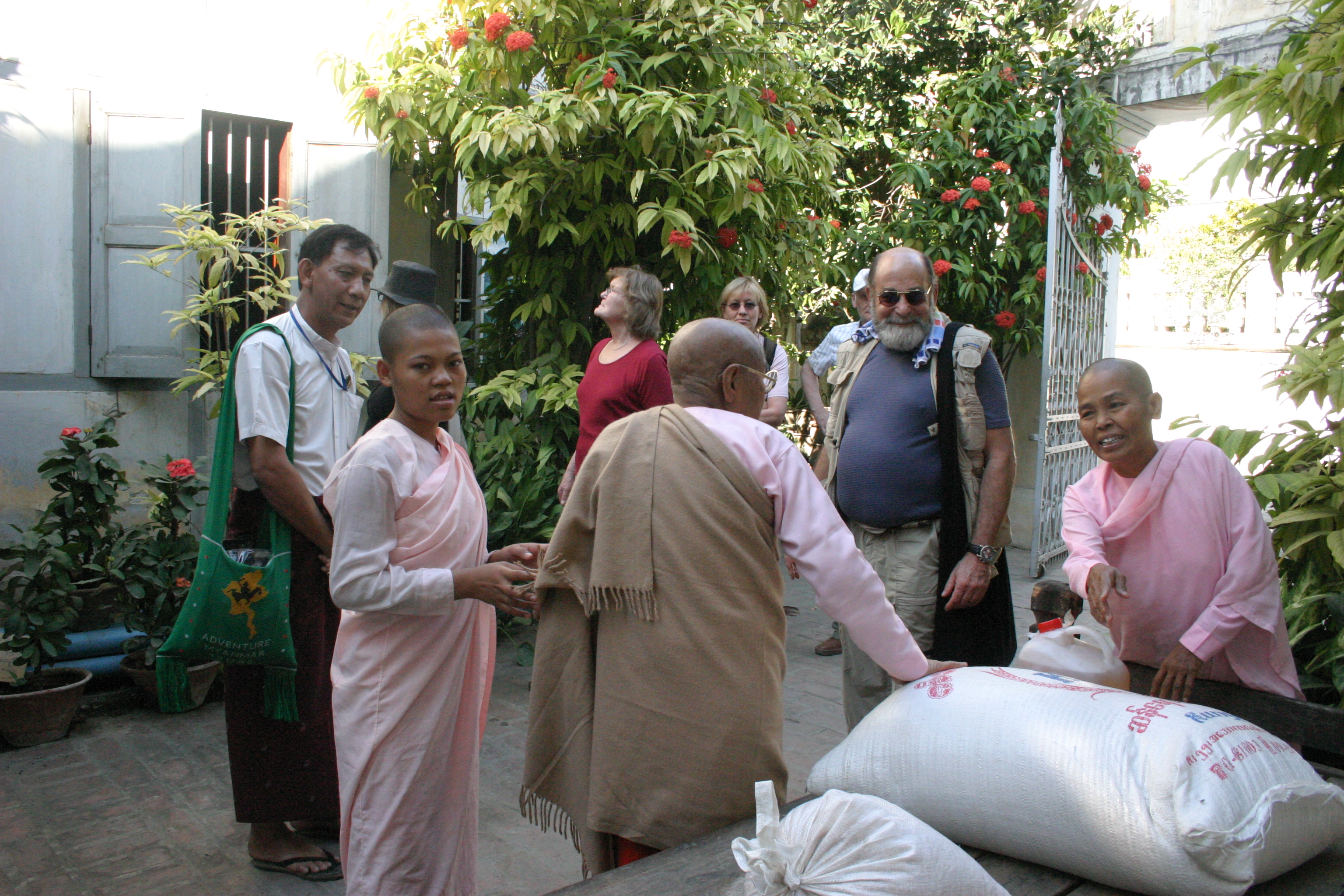
Zhaya Theingyi
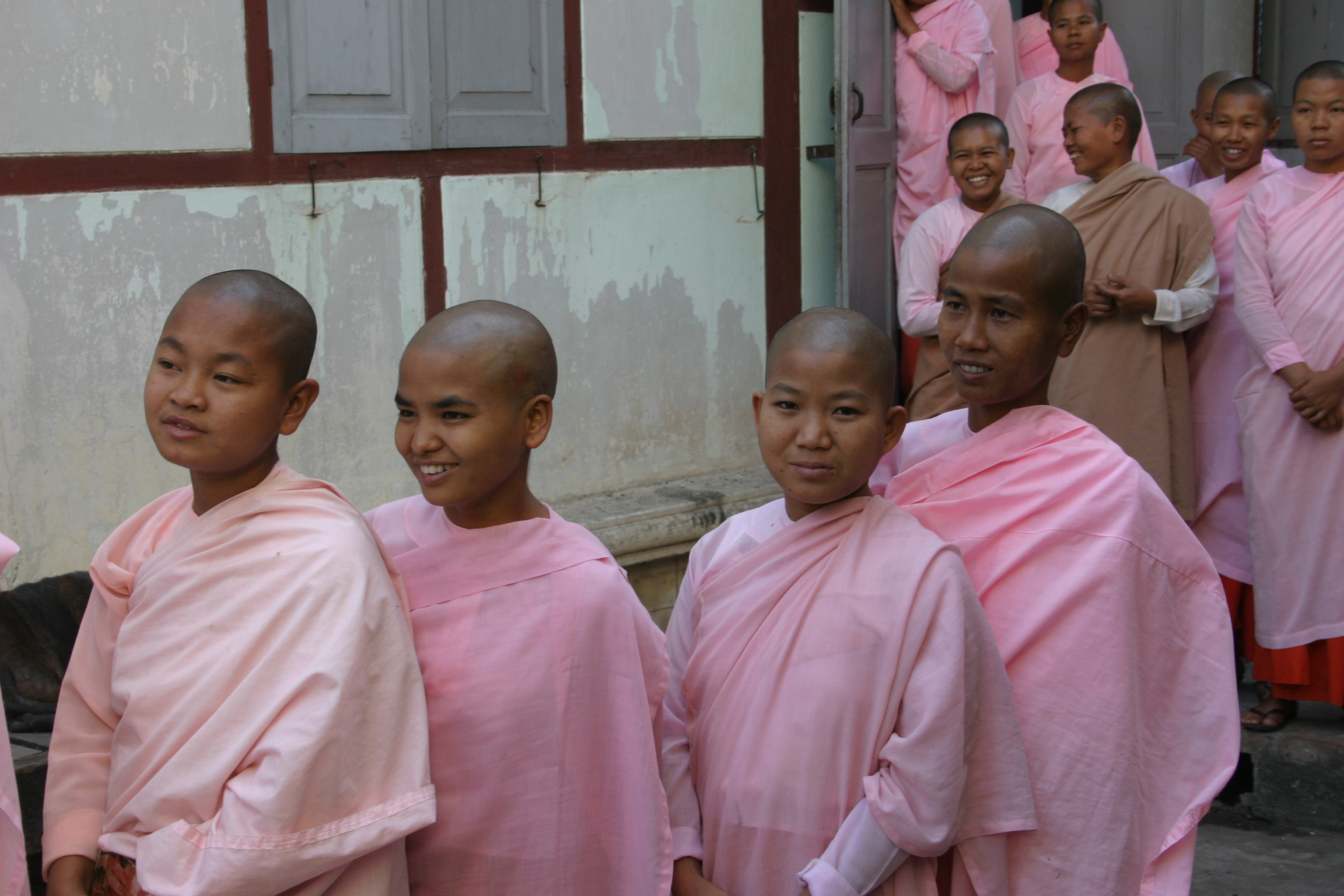
Zhaya Theingyi
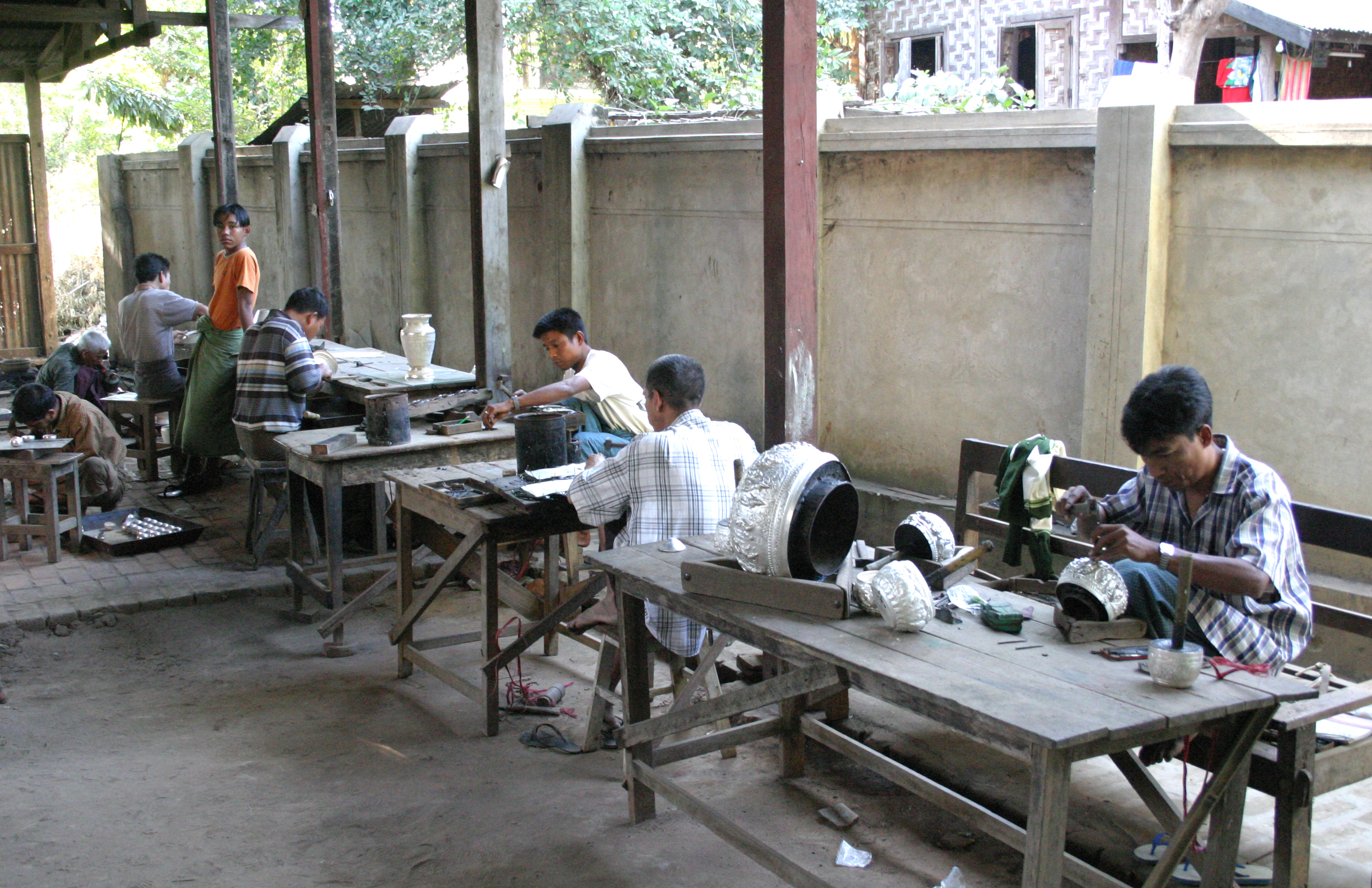
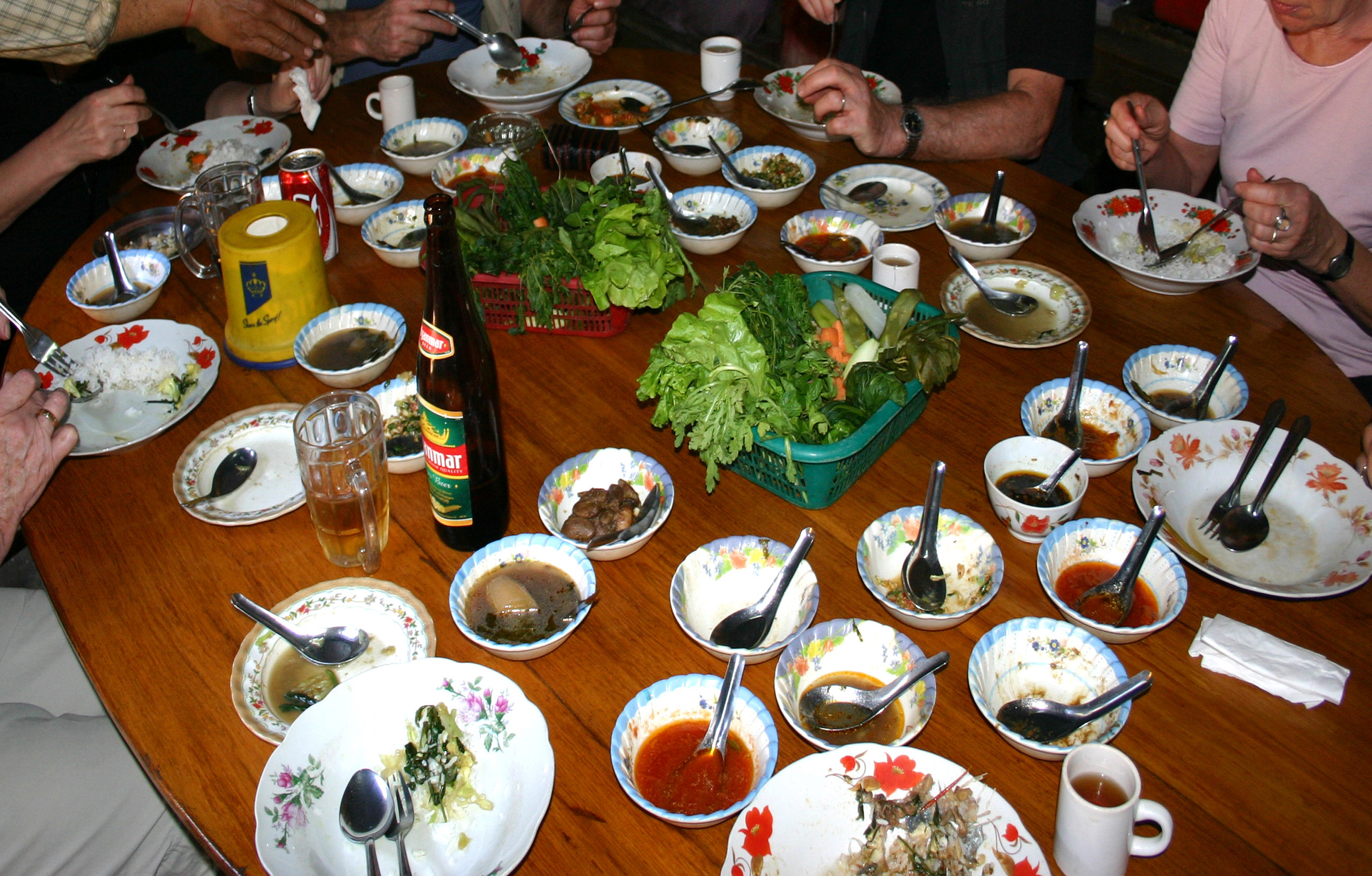